# Abbasgöl, Tuzluca
Abbasgöl là một xã thuộc huyện Tuzluca, tỉnh Iğdır, Thổ Nhĩ Kỳ. Dân số thời điểm năm 2011 là 900 người.